# Lutzomyia bacula
Lutzomyia bacula är en tvåvingeart som beskrevs av Martins A. V., Falcão A. L., Silva J. E. 1965. Lutzomyia bacula ingår i släktet Lutzomyia och familjen fjärilsmyggor. Inga underarter finns listade i Catalogue of Life.